# Chris Wozniak
Pour les articles homonymes, voir Wozniak.
Chris Wozniak (né en 1977 ou en 1978) est un dessinateur de bande dessinée américain qui a travaillé sur des comic books de super-héros publiés par DC Comics et Marvel Comics de 1987 à 1999.
Wozniak se distingue de ses contemporains par un style inspiré par le graffiti. Malgré un début de carrière très prometteur chez DC à 18 ans, il ne publie presque plus après 1995.

## Principales publications
Sauf précision, Wozniak est le dessinateur (penciller) de ces histoires et numéros,.
- The Spectre no 17-20 et 23, avec Doug Moench (scénario) et différents encreurs, DC Comics, 1988.
- The New Titans (en) Annual no 5 : When The Sun Goes Black, avec Marv Wolfman (scénario) et Carlos Garzon (encrage), DC Comics, 1989.
- Hawk and Dove no 5 : Sudden Death!, avec Barbara Kesel (scénario) et Karl Kesel (scénario et encrage), DC Comics, 1989.
- The New Mutants Annual no 6 : The Once and Future Mutant (dessin avec Terry Shoemaker), avec Louise Simonson (scénario) et divers encreurs, Marvel Comics, 1990.
- Excalibur no 21-22, 25 et 29, avec divers scénaristes et encreurs, Marvel Comics, 1990.
- Avengers West Coast (en) no 64 : Show and Tell, avec Terry Kavanagh (scénario) et Danny Bulanadi (encrage), Marvel Comics, 1990.
- Justice League America (en) no 53-57, avec Keith Giffen (intrigue et mise en scène), J. M. DeMatteis (scénario) et Bruce Patterson (encrage), DC Comics, 1991.
- Justice League Europe no 36 : Breakdowns: Postcript, avec Gerard Jones (scénario) et Robert Campanella (encrage), DC Comics, 1992.
- Action Comics Annual no 4 : Living Daylights (Spiderman), avec Dan Vado (scénario) et divers encreurs, DC Comics, 1992.
- Superman: The Man of Steel (en) Annual no 1 : The Gathering Darkness, avec Robert Loren Fleming (en) (scénario) et Brad Vancata (encrage), Marvel Comics, 1992.
- 2099 Unlimited (en) no 1-3 (Spider-Man), avec Evan Skolnick (en) (scénario) et divers encreurs, Marvel Comics, 1993.
- Gunfire (en) no 8-9 (dessin et encrage), avec Len Wein puis Paul Kupperberg, DC Comics, 1995.

### Biographie
- (en) Michel Fiffe, « Chris Wozniak », sur The Comics Journal, 2 décembre 2019.
- (en) Chris Wozniak (int. par John A. Salerno), « The Chris Wozniak Interview », Marvel Age (en), no 88,‎ mai 1990, p. 12-13.